# Trolleybus d'Amiens
Le trolleybus d'Amiens était un réseau de transports en commun de la ville de Amiens. Le réseau de trolleybus est mis en service en 1946, en remplacement de l'ancien tramway d'Amiens, détruit pendant la Seconde guerre mondiale. À son apogée, le réseau comprend 5 lignes. Les trolleybus y circulent jusqu'en 1964.

## Histoire
- 1946 : ouverture d'une première ligne entre la place Gambetta et Saint-Acheul
- 1947 : ouverture de quatre lignes
- 1963-1964 : fermeture du réseau.

## Lignes
- 1 : Gambetta - Saint-Acheul
- 4 : Gare du Nord - Route de Rouen et Hippodrome
- 5 : Gare du Nord - La Madeleine
- 6 : Gare du Nord - Saint-Pierre - Gambetta
- 7 : Gare du Nord - Henriville - Gambetta

## Matériel roulant
- 5 Vétra CS60 (provenant du réseau de Versailles, qui n'a jamais été mis en service)
- 12 Vétra VCR (commandés en 1947)

## Annexe